# Manuscritos de Dunhuang

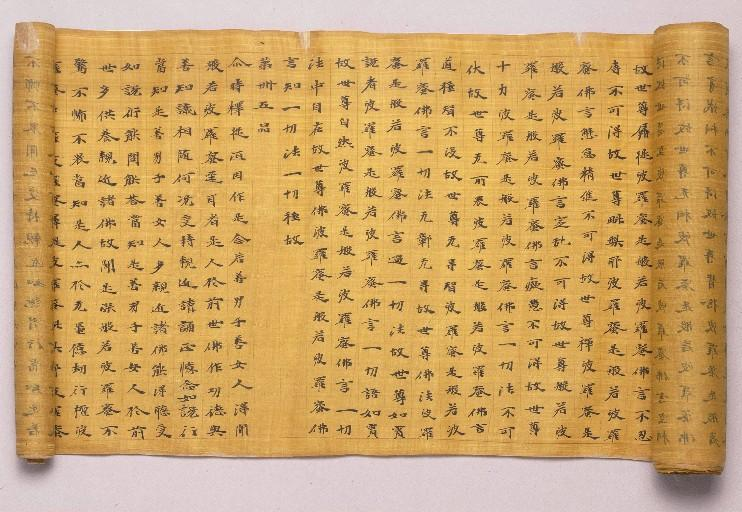
Rollo manuscrito en seda del siglo V a. C. Sūtra de La gran virtud de la Sabiduría hallado en las cuevas de Mogao.

Los manuscritos de Dunhuang son una colección de importantes documentos religiosos y seculares descubiertos en las cuevas de Mogao de Dunhuang, provincia de Gansu, China, a principios del siglo XX. Los manuscritos, originados entre el siglo V y principios del siglo VI, incluyen obras que van desde la historia y la matemática a las canciones populares y danzas. Muchos de los manuscritos religiosos son budistas, pero también hay de otras religiones incluyendo el taoísmo, nestorianismo y el maniqueísmo. La mayoría de los manuscritos están en idiomas chino y tibetano. Otros idiomas presentes son el jotanés, sánscrito, sogdiano, hebreo, árabe, siríaco, tangut y uigur. Los manuscritos son un recurso importante para los estudios académicos en una amplia variedad de campos, incluyendo historia, estudios religiosos y la lingüística.
Los documentos fueron descubiertos por el monje daoísta Wang Yuanlu en 1900. Desde 1907 comenzó a venderlos a exploradores occidentales, entre ellos a Aurel Stein y Paul Pelliot. Exploradores rusos y japoneses también adquirieron colecciones de manuscritos. En gran parte debido a los esfuerzos de Luo Zhenyu, la mayoría de los manuscritos chinos restantes fueron llevados a Pekín y ahora se encuentran en la Biblioteca Nacional de China. Varios miles de folios de manuscritos tibetanos fueron dejados en Dunhuang y ahora se encuentran en varios museos y bibliotecas de la región. Aquellos que fueron comprados por académicos occidentales son hoy conservados en instituciones de alrededor de todo el mundo, como la Biblioteca Británica y la Biblioteca nacional de Francia. Todos los manuscritos están siendo digitalizados por el Proyecto Internacional Dunhuang, y se puede acceder a ellos gratuitamente en su sitio web.